# Thám hiểm Shackleton-Rowett

Con tàu thám hiểm Quest, thả neo ở St Katharine Docks, Luân Đôn

Cuộc thám hiểm Shackleton-Rowett (1921-22) là dự án Nam Cực cuối cùng của Sir Ernest Shackleton, và phần cuối cùng trong giai đoạn Khảo sát Nam Cực của Nam Cực hào hùng.
Cuộc thám hiểm, do John Quiller Rowett tài trợ, đôi khi được gọi là Thám hiểm Quest theo tên chiếc tàu Quest của nó, một con tàu săn hải cẩu Na Uy được cải hoán. Shackleton ban đầu dự định đi đến Bắc Cực và khám phá Biển Beaufort, nhưng kế hoạch này đã bị bỏ rơi khi chính phủ Canada từ chối hỗ trợ tài chính; Shackleton đã chuyển sự chú ý của mình sang Nam Cực. Quest, nhỏ hơn bất kỳ tàu thăm dò Nam Cực gần đó, sớm chứng tỏ không đầy đủ cho nhiệm vụ của mình, và quá trình di chuyển về phía nam bị trì hoãn do hiệu suất tàu kém và các vấn đề động cơ thường xuyên. Trước khi cuộc hành trình của thám hiểm có thể được bắt đầu, Shackleton chết trên tàu, ngay sau khi nó đến hòn đảo cận Nam Cực thuộc đảo Nam Georgia.
Phần lớn cuộc thám hiểm suy yếu tiếp theo là chuyến đi 3 tháng tới Nam Cực phía đông, dưới sự lãnh đạo của bộ chỉ huy thứ nhì, Frank Wild. Những thiếu sót của Quest đã sớm được chứng minh: tốc độ chậm, tiêu thụ nhiên liệu nặng, xu hướng lộn xộn ở những vùng biển rộng và sự rò rỉ ổn định. Con tàu không thể tiến xa hơn kinh độ 20 ° Đ, cũng không đến được mục tiêu phía đông, và sức mạnh của động cơ thấp không đủ để nó có thể xuyên qua phía nam qua đám nổi. Sau một vài nỗ lực không thành công, Wild đã trả lại chiếc tàu cho Nam Georgia, trên đường đi thăm đảo Elephant, nơi ông và 21 người khác đã bị mắc kẹt sau khi tàu chìm tàu Endurance, trong cuộc thám hiểm xuyên Nam Cực hoàng gia của Shackleton sáu năm trước đó.
Wild đã suy nghĩ về một mùa thứ hai hiệu quả hơn trong băng, và đưa tàu đến Cape Town để sửa lại. Ở đây, vào tháng 6 năm 1922, ông nhận được một tin nhắn từ Rowett ra lệnh đưa con tàu về nước Anh, vì vậy cuộc thám hiểm kết thúc âm thầm. Hành trình Quest không được coi trọng trong lịch sử khám phá vùng cực, sự kiện định nghĩa nó trong ký ức của công chúng, làm lu mờ các hoạt động khác của nó, là cái chết không đúng thời của Shackleton.